# Mansajang Kunda
Mansajang Kunda (Schreibvariante: Mansa Jang Kunda, Mankamang Kunda, Basse Mansajang) ist eine Ortschaft im westafrikanischen Staat Gambia.
Nach einer Berechnung für das Jahr 2013 leben dort etwa 2013 Einwohner, das Ergebnis der letzten veröffentlichten Volkszählung von 1993 betrug 1573.

## Geographie
Mansajang Kunda liegt in der Upper River Region (URR) Distrikt Fulladu East, rund 1,5 Kilometer südlich von Basse Santa Su. Der Ort liegt an einer Straße, die von Basse nach Sabi führt.

## Söhne und Töchter des Ortes
- Assan Musa Camara (1923–2013), Politiker
- Adama Barrow (* 1965), Politiker
- Ebrima Mballow († 2023), Politiker